# Bistum Auki
Das Bistum Auki (lat.: Dioecesis Aukina) ist eine auf den Salomonen gelegene römisch-katholische Diözese mit Sitz in Auki auf der Insel Malaita. Es umfasst die Provinz Malaita.

## Geschichte
Das Bistum Auki wurde am 17. Dezember 1982 durch Papst Johannes Paul II. mit der Apostolischen Konstitution Qui quattuor aus Gebietsabtretungen des Erzbistums Honiara errichtet und diesem als Suffraganbistum unterstellt.

## Bischöfe von Auki
- Gerard Francis Loft SM, 1983–2004
- Christopher Michael Cardone OP, 2004–2016, dann Erzbischof von Honiara
- Peter Houhou, 2018–2023, dann Bischof von Gizo
- Sedisvakanz, seit 2023